# Государев сад
Государев сад (карел. Halliččijan sadu) — парк в городе Петрозаводске, один из старейших парков России. Находится в историческом центре города, на берегу Онежского озера на территории, ограниченной Онежской набережной, рекой Лососинкой, проспектом Карла Маркса, улицами Фаддеевской и Луначарского. Объект культурного наследия Республики Карелия.

## История
В 1720-е годы, проездом на лечение в «Марциальные воды», император Пётр I четыре раза посетил Петровский пушечный завод. Для императора здесь был построен двухэтажный деревянный дворец с открытым балконом и походная церковь. Территория вокруг дворца и церкви была очищена от елового древостоя и обсажена первыми деревьями будущего парка — «Берёзовой рощи» с прямыми аллеями.
Парк был разбит по образцу барочных французских садов: центральная широкая аллея от оси дворца, рыбный пруд (дворец не сохранился, пруд сохранился, в нём оборудован фонтан «Ромашка»).
В средней своей парка имелся партер — открытая часть, обсаженная по периметру ровными рядами берёз.
В парке находилась походная брезентовая церковь Петра I (камень, где располагался алтарь церкви сохранился).
В соответствии с генеральным планом города, принятым при Екатерине II, роща сохранялась как память о Петре Великом и застройка её была запрещена.
В XVIII — начале XIX вв. парк назывался по-разному — Государев сад, Государева роща, Берёзовый сад, Дворцовый сад и другие. Парк постепенно расширялся, в него частично вошли территории бывшего Петровского железоделательного завода, Кипучки, в XX в. — бывшего Лососинского лесозавода.
В 1803 году парк сильно пострадал от бури, было повалено около семидесяти деревьев.
В 1819—1820 годах, после посещения Петрозаводска и осмотра полузаброшенного Петровского сада императором Александром I, площадь общественного сада была увеличена, подновлены посадки, построены павильоны, а в апреле 1824 года, по инициативе олонецкого губернатора А. И. Рыхлевского, на месте, где находился камень походного храма Петра Великого, был установлен чугунный бюст Петра I (в 1964 году бюст был перенесён в санаторий «Марциальные воды»).
Сад получил название Общественного или Публичного, а также — Летнего. В летнее время использовался для увеселения публики, в нём проводились гуляния, играл оркестр, имелись аттракционы — качели, гигантские шаги. В разное время в летний период за вход в парк взималась плата, шедшая на благоустройство парка.
В 1858 г. к визиту императора Александра II к павильону в саду была пристроена крутая терраса с колоннами.
С 1850 по 1872 гг. в парке имелся танцевальный вокзал, построенный петрозаводским купцом Марком Пименовым, сгоревший в ночь с 25 на 26 марта 1872 г.. В 1873 г. вокзал (беседка) построена вновь по проекту архитектора Михаловского.
В 1878 г. в парке открыт музыкальный зал. В это время сад часто сдается в аренду частным лицам, например, австрийскому подданному Н. Ф. Вишневскому, прусскому поданному Шмидту, которые взамен благоустраивают парк.
В 1884—1885 гг. был очищен от грязи пруд, откосы пруда обложены булыжным камнем. Устроено 8 узорчатых клумб, засаженных цветами из помологического сада доктора Регеля, из центра сада проложена новая дорожка к когда-то существовавшему гроту и террасе над ним. Петрозаводской городской думой были изданы правила посещения сада публикой (сад был открыт с мая по август). Для охраны вновь устроенного нижнего сада по проекту архитектора был выстроен новый павильон.
В 1891 г. в парке впервые установлена карусель.
В 1897 г. петрозаводский купец М. П. Пикин бесплатно электрифицировал парк, проведя электричество от электростанции, находившейся на расположенном неподалеку от парка лесозаводе.
В 1900 г. петрозаводский купец Г. Е. Пименов выстроил танцевальный павильон, вокруг сада вновь устроена ограда.
С 1900-х гг. в парке устраивался каток.
В 1912 году был построен деревянный летний театр (сгорел в начале 1930-х г.г.).
К концу 1920-х годов территория парка расширилась за счёт участков Воскресенского и Петропавловского соборов, сгоревших в 1924 году. К городскому парку была присоединена примыкающая территория садов и огорода бывшего Николаевского детского приюта.
В послереволюционное время в парке находились библиотека-читальня, летний кинотеатр, фотография, в летнее время — аттракционы и ресторан. В 1934 г. в парке был установлен аттракцион «Чёртово колесо». Парк пострадал в годы Великой Отечественной войны, многие постройки были уничтожены.
В 1949 г. по проекту архитектора М. Г. Старченко был построен летний кинотеатр, сгоревший в 1970-х гг.
В советское время на территории парка были размещены аттракционы, игровые и танцплощадки, теннисный корт, гандбольная площадка, Зелёный театр, фонтан (в настоящее время не действует).
Зимой в 1950—1970-х гг. работала ледовая площадка — хоккейный стадион с раздевалками, проводились тренировки и матчи местных хоккейных команд, работала секция фигурного катания. В 1960—1970-е годы в парке работал планетарий, в котором проводились беседы по астрономии, показывались кинофильмы о космосе и космонавтах. В читальном павильоне проводились сеансы одновременной игры в шахматы
В январе 1977 г. в парке появилось колесо обзора (высота 30 м).
Парк назывался по названию учреждения, которое в нём находилось — Парк культуры и отдыха.
В 1996 г. в парке сооружен поклонный крест (автор Д. Поленков) вблизи места, где стоял Петропавловский собор (1710—1924).
В 2003 г. установлен памятный знак на месте основания Петровских заводов (арх. Е. Ициксон).
На территории парка произрастает 221 вид растений, среди них интродуцированные виды — пихта Фразера, пихта миловидная, лиственница японская, тополь берлинский и другие.
На территории парка имеются выявленные памятник археологии II и IV тысячи до нашей эры.
С 24 марта 2016 г. официальное название парка — Петровский сад.
25 января 2021 года возвращено историческое наименование XVIII века — Государев сад.